# سون گاب-دو
سون گاب-دو (انگلیسی: Son Gab-do؛ زادهٔ ۱۲ ژوئیهٔ ۱۹۶۰) کشتی‌گیر اهل کره جنوبی بود.